# 棕臀白尾梢蜂鸟
，是雨燕目蜂鸟科的一种鸟类。
棕臀白尾梢蜂鸟体重约4.3克，翼长约57毫米，嘴峰长约23毫米，喙宽度约1.6毫米，喙厚度约1.9毫米，跗蹠长约5.8毫米，尾长约39.2毫米。棕臀白尾梢蜂鸟在其分布区内为留鸟，其栖息在密集的高大树木组成的森林中，食性为草食性，主要食物来源是植物的花蜜。
棕臀白尾梢蜂鸟分布于哥伦比亚南部和厄瓜多尔东部的安第斯山脉东坡。该物种是单型物种，没有亚种分化。